# Monte Schierano
Il Monte Schierano (892 m s.l.m.) è una montagna dei Monti Ausoni nell'Antiappennino laziale.
Si trova nel Lazio tra la provincia di Frosinone e la provincia di Latina, tra i comuni di Pastena e Lenola.